# サマー☆ジック/Sunshine Miracle/SUNNY DAYS
「サマー☆ジック/Sunshine Miracle/SUNNY DAYS 」は、KARAの12枚目のシングル。2015年4月29日に、ユニバーサルミュージックから発売された。

## 概要
前作「マンマミーア!」から、約9ヶ月ぶりのシングル。
今回のコンセプトは、“夏”“太陽”“恋”をテーマに女子の気持ちをキャッチーなメロディに載せた、原点回帰。
初のトリプルAサイド・シングルとなっている。どれも「サ」で始まる曲。
KARAは2016年1月に活動休止。休止期間中の2019年11月24日にク・ハラさんが死去したため、当時のメンバー構成で発売された最後のシングル作品となった。

## 収録曲

### CD
1. サマー☆ジック
作詞：LILLA 作曲：Kohei Yokono、Yu-ki Kokubo
2. Sunshine Miracle 
作詞：mari oda 作曲：Jun Abe
3. SUNNY DAYS 
作詞・作曲・編曲：Carlos K.
4. サマー☆ジック (Instrumental)
5. Sunshine Miracle (Instrumental)
6. SUNNY DAYS (Instrumental)

### DVD
1. サマー☆ジック (Music Video)
2. サマー☆ジック (Music Video) 【Dance Ver.】
3. サマー☆ジック (Music Video  Making映像)

### 仕様
- 《初回限定盤A》

　　CD＋フォトブック16P ＋DVD（MV）＋KARA　Special　Goods
トレーディングカード5種類ランダム1枚
- 《初回限定盤B》

　　CD＋フォトブック16P ＋DVD（Dance Ver.、特典映像）
　　トレーディングカード5種類ランダム1枚
- 《初回限定盤C》

　　CD（メンバー別のピクチャーレーベル仕様4種類。）
　　ギュリVer.
　　スンヨンVer.
　　ハラVer.
　　ヨンジVer.
- 《通常盤》

　　CD＋トレーディングカード5種類ランダム1枚

## タイアップ
- サマー☆ジック：フジテレビ系『ウチくる!?』エンディング・ソング